# Det Nye Testamente
Det Nye Testamente (NT) er den kristne bibels anden hoveddel og omfatter 27 skrifter af forskellige forfattere fra den tidligste kristne litteratur. Skrifterne opnåede i løbet af det 2. og 3. århundrede særstatus som helligskrift i den kristne kirke. Biblens første hoveddel er den jødiske skriftsamling på 39 skrifter kaldet Det Gamle Testamente (GT) (også kaldt Tanakh eller "den hebraiske bibel"). De 27 skrifter i NT spænder ikke så vidt som GT, hverken i omfang, litteraturformer, tidsrum eller socialt spektrum.
Ordet testamente (latin testamentum) er en oversættelse af det græske ord diatheke (διαθήκη) der betyder "pagt" og henviser til opfattelsen, at de kristne lever under den nye pagt som bl.a. forudsagt hos profeten Jeremias (31,31) i GT. "Testamente" har også betydningen "vidnesbyrd", hvilket spiller på tanken om åbenbaringen af Gud i Jesus fra Nazaret.
Det Nye Testamente er skrevet efter Jesu død. De ældste tekster i Det Nye Testamente er skrevet af apostlen Paulus, der aldrig havde mødt Jesus, men som hævdede at have set Jesus efter dennes genopstandelse. Paulus' ældste tekster er dateret til midten af 50'erne e.Kr.

## Skrifter i Det Nye Testamente
Testamentet indeholder fem historiske skrifter, heraf fire evangelier, der beretter om Jesu undervisning, liv og død, og en beretning om kristendommens udbredelse efter Jesu død, Apostlenes Gerninger. Hertil kommer de 13 paulinske breve til kristne menigheder i middelhavsregionen, det anonyme Hebræerbrev, Jakobsbrevet angiveligt af Jesu bror Jakob, to breve af apostlen Peter, tre breve af apostelen Johannes, et brev af Jesu bror Judas (ikke Judas Iskariot), og endelig det apokalyptiske skrift Johannes' Åbenbaring. De sidste syv breve kaldes også de katolske breve, fordi de henvender sig til kirken i almindelighed og ikke til en bestemt menighed.
Det Nye Testamentes 27 bøger (forkortelser ifølge Det Danske Bibelselskab angivet i parentes):
De historiske skrifter:
- Matthæusevangeliet (Matt)
- Markusevangeliet (Mark)
- Lukasevangeliet (Luk)
- Johannesevangeliet (Joh)
- Apostlenes Gerninger (ApG)

Breve:
- Paulus' Brev til Romerne (Rom)
- Paulus' Første Brev til Korintherne (1 Kor)
- Paulus' Andet Brev til Korintherne (2 Kor)
- Paulus' Brev til Galaterne (Gal)
- Paulus' Brev til Efeserne (Ef)
- Paulus' Brev til Filipperne (Fil)
- Paulus' Brev til Kolossenserne (Kol)
- Paulus' Første Brev til Thessalonikerne (1 Thess)
- Paulus' Andet Brev til Thessalonikerne (2 Thess)
- Paulus' Første Brev til Timotheus (1 Tim)
- Paulus' Andet Brev til Timotheus (2 Tim)
- Paulus' Brev til Titus (Tit)
- Paulus' Brev til Filemon (Filem)
- Brevet til Hebræerne (Hebr)
- Jakobs Brev (Jak)
- Peters Første Brev (1 Pet)
- Peters Andet Brev (2 Pet)
- Johannes' Første Brev (1 Joh)
- Johannes' Andet Brev (2 Joh)
- Johannes' Tredje Brev (3 Joh)
- Judas' Brev (Jud)

Apokalyptisk skrift:
- Johannes' Åbenbaring (Åb)

### Evangelierne
De fire første skrifter i NT kaldes evangelierne og beretter om Jesu liv, død og opstandelse. De benævnes efter deres formodede forfattere Matthæus og Johannes (apostle) og Markus og Lukas (apostel-elever). Skrifterne er i sig selv anonyme, men traditionelt tilskrives de disse apostle. De tre første evangelier kaldes i forskningen for de synoptiske evangelier, fordi de i indhold, ordlyd og komposition ligger så tæt op ad hinanden, at de kan ordnes i synoptiske kolonner.
Markusevangeliet antages at være det ældste, som forfatterne til Matt og Luk menes at have kendt og benyttet. Årsagen til ligheder og forskelle mellem disse evangelier har optaget teologer meget og kaldes for det synoptiske problem. Mest udbredt er den såkaldte tokildehypotese, der går ud på, at Matt og Luk har haft en anden kilde (Q) ud over Mark bestående af Jesusord opbygget som det apokryfiske Thomasevangeliet.
Johannesevangeliet skiller sig ud fra de tre første. Dels er begivenhederne i Jesu liv fortalt i en anden rækkefølge, dels er der en stor stofmængde, som ikke findes i de andre, og endelig bærer sproget og stilen et andet præg. Evangeliet er skrevet med et personligt præg og i et mere spirituelt univers end de tre andre. Johannesevangeliet består i vid udstrækning af lange taler, som er tillagt Jesus.
Fortællingerne om Jesus blev først overleveret mundtligt og brugt i den tidlige kirkes undervisning, gudstjeneste og forkyndelse. Evangelierne anslås af de fleste bibelforskere at være skrevet mellem år 70 og ca. 100 e.Kr. (Kilde: Gads Bibel Leksikon), dette til trods for, at evangelierne selv giver sig ud for at være ældre.

### Apostlenes gerninger
Apostlenes gerninger har samme forfatter som Luk og er tænkt som en frelsehistorisk fortsættelse af evangeliet. Skriftet omhandler tiden efter Jesu opstandelse og himmelfart og beretter om kristendommens udbredelse fra Jerusalem til næsten hele den antikke verden. Hovedfigurerne er i første omgang apostlene Peter, Jakob og Johannes, men i skriftets sidste 2/3 er konvertitten Paulus hovedpersonen, hvor der berettes om hans omfattende missionsrejser i den græsk-romerske verden.

### De paulinske breve
Brevene i NT minder meget om samtidens brevlitteratur med formelle led som indledning og afslutning. Eftersom de var skrevet til specifikke menigheder på en speciel foranledning, minder de mere om samtidens officielle breve (f.eks. fra romerske administratorer) end om privatbreve, som ofte var meget korte.
De paulinske breve er skrevet omkring år 50 og er dermed de ældste kristne dokumenter vi kender. Selv om evangelierne omhander tiden før Paulus, er de skrevet årtier efter. (Kilde: Gads bibelleksikon).
Det paulinske brevkorpus består af 13 breve, som tilskrives Paulus. De ni første er til menigheder, som han grundlagde på sine missionsrejser (Romerbrevet undtagen), og de fire sidste, er stilet til enkeltepersoner, der var Paulus' medarbejdere og var ledere af de nye menigheder. De fire kaldes også pastoralbrevene.
Ef, Fil, Kol og Filem kaldes også for fangenskabsbrevene, fordi Paulus angiveligt har skrevet dem, mens han sad i fængsel.
I den teologiske forskning er ægtheden af flere af de paulinske breve stærkt omdiskuteret. Pastoralbrevene og Ef anses af mange teologer for ikke at være ægte paulusbreve, Kol og 2 Thess er diskutable, mens der er konsensus omkring ægtheden af de øvrige breve.

### Hebræerbrevet
Hebræerbrevet har særstatus i det ny testamente. Det er anonymt og har fået navn efter modtagerne: hebræerne det vil sige jøderne. Det blev regnet for det 14. af Paulus breve. Det gav de paulinske breve kanaonisk status med to gange syv breve: Syvtallet regnes for et helligt tal, der indikerer fuldkommenhed/fuldstændighed. Brevet nævner dog ikke Paulus nogen steder og afviger væsentligt fra hans sprog, stil og teologi.
Hebræerbrevet minder mere om en teologisk afhandling end et brev og består mest af forkyndelse og formaninger. Det fortolker Kristus efter den alexandrinsk allegorese. Forkyndelsesdelen bygger på en sammenligning af den gamle pagts formidlere: ypperstepræster, profeter og israelitiske konger, og den nye pagts formidler: Jesus Kristus.

### De katolske breve
De syv katolske breve henvender sig ikke til en enkelt specifik menighed eller person. De har navn efter de to apostle Peter og Johannes og de Jesu to brødre, Jakob og Judas.
Alle syv breve anses dog for at være pseudonyme skrifter, ikke ægte apostelbreve. De tre Johannesbreve ligger i sprog og teologi så tæt på Johannesevangeliet, at de sammen med Johannes Åbenbaring regnes for en særlig skriftgruppe Johannesskrifterne.

### Johannes' Åbenbaring
Johannes' Åbenbaring er det sidste skrift i Det nye Testamente. Åbenbaringen er formelt et brev: en rundskrivelse til syv menigheder i Lilleasien. Åbenbaringen beskriver forfatterens visionære oplevelser af en kommende trængselstid og den dramatiske afslutning af denne verden med dommedag og en ny skabelse (Eskatologi). Skriftet er en apokalypse (en 'åbenbaring') og skildrer de sidste tider før Jesu genkomst og etablering af Tusindårsriget. Skriftet beskriver en serie domme, der nedkaldes af engle over Jorden. Den ender med at fortælle om Jesu og Satans sidste fatale sammenstød på Jorden, mere specifikt Armageddon – et stort areal nogle kilometer udenfor Betlehem – hvor det ender med, at Satan, som fører alle verdens konger imod Kristus, vil blive udslettet, og Jesus lover, at der på Jorden nu vil være fred i 1.000 år.